# Kenneth Cope
Kenneth Charles Cope (14. dubna 1931 Liverpool – 11. září 2024) byl anglický herec a scenárista. Nejznámější je titulní rolí Martyho Hopkirka z kultovního „duchařského“ krimi seriálu Randall a Hopkirk (který byl již na počátku 70. let vysílán také v Československu), rolí Jed Stona v Coronation Street (nejdéle vysílaný britský seriál odehrávající se ve fiktivním městě Weatherfield) a postavou Ray Hiltona v další mýdlové opeře Brookside (odehrávající se v Liverpoolu).

## Život a kariéra
Kenneth Cope se narodil 14. března 1931 v Liverpoolu. Již jako mladík účinkoval v Liverpoolském divadle v Shakespearově komedii Kupec benátský. V devatenácti letech (v roce 1950) se zapsal na Bristol Old Vic Theatre School, která byla založena nedlouho předtím (1946). V roce 1952 pak se společností Bristol Old Vic Company hrál v další v Shakespearově hře Něco za něco, tentokrát v Theatre Royal Bristol a v režii Basila Colemana.

### První filmové role
Objevil se již ve filmech Impulse z roku 1954 a The Gilded Cage z roku 1955 (v obou shodou okolností hrál pracovníka hotelu, ale šlo o malé role, takže není uveden ani v titulcích). V roce 1956 hrál hned ve dvou filmech: Doublecross (člen pobřežní stráže) a ve filmu X the Unknown (1956), který kombinoval prvky hororu a sci-fi (role: Sapper Lansing). V druhé polovině 50. let si zahrál také několik menších rolí v různých televizních seriálech.
V roce 1958 si zahrál poručíka Lumpkina ve válečném historickém dramatu Dunkirk (režie Leslie Norman), který je inspirován skutečnými událostmi (Operace Dynamo), a anglického vojáka v dalším válečném dramatu Útěk do pouště (originální název No Time to Die, režie Terence Young; hlavní roli Daniela Thatchera, amerického seržanta sloužícího u britského tankového sboru v severní Africe vytvořil Victor Mature).

### 60. léta
Mezi roky 1961 a 1966 se Kenneth Cope pravidelně objevoval v mýdlové opeře Coronation Street jako Jed Stone, k této roli se pak vrátil ještě po mnoha letech v roce 2008. Tato role vedla také k tomu, že společně se skladatelem a producentem Tony Hatchem nahráli popový singl Hands Off, Stop Mucking About. Nebyl to vysloveně hit, nicméně píseň se pravidelně objevovala v anglickém vysílání Radia Luxembourg.
V letech 1962 až 1963 se Kenneth Cope objevoval také v satirické komediální sérii That Was The Week That Was. Ve filmu Čingischán (originální název Genghis Khan, koprodukce USA, Velká Británie, SRN a Jugoslávie; režie Henry Levin; titulní role Omar Sharif) vytvořil roli Suhadoie. ve stejném roce hrál ještě ve filmech Dateline Diamonds (role: Lester Benson; film je docela zvláštní kombinací detektivky s prvky komedie a muzikálu), Tomorrow at Ten (detektivka: neobvyklý případ únosu) a drama Change Partners.
Jeho asi nejslavnější rolí je Marty Hopkirk z dvacetišestidílného seriálu Randall a Hopkirk. Jeho přítel Jeff Randall (hraje Mike Pratt) a Marty Hopkirk měli malou soukromou detektivní kancelář v Londýně, jeho manželka Jeannie Hopkirková (australská herečka Annette Andreová) v ní pracovala jako sekretářka. Ale hned v prvním dílu seriálu (český název Můj zesnulý přítel a společník) je Hopkirk zavražděn. Randall i Jeannie se zpočátku domnívají, že šlo jen o nešťastnou náhodu. Hopkirk se vrátí jako duch a spolu s Randallem se společně pustí do vyřešení případu a tím i do nalezení Hopkirkova vraha.
V dalších dílech je Hopkirkův duch stále na blízku (často i proti Randallově vůli), jeho nové schopnosti pomáhají řešit řadu různorodých případů, i takových, na které by ani Hopkirk ani Randall za normálních okolností nestačili. Současně tím pomáhá v nových těžkých podmínkách udržet chod detektivní kanceláře, ale i když společně vyřeší řadu pozoruhodných případů, o slíbenou odměnu často z různých důvodů přijdou. Jeannie ovšem o existenci ducha nemá ani ponětí (vidí a slyší ho jen Randall), proto často nechápe Randallovo chování nebo jeho „nové schopnosti“, někdy jen pochybuje o jeho duševním zdraví, když ho opakovaně přistihne při domnělé samomluvě.
Seriál byl natočený podle námětu Dennise Spoonera a v produkci Montyho Bermana společností ITC Entertainment pro televizi ATV v letech 1968–1969, ve Spojeném království byl poprvé vysílán od září 1969 do března 1970. Celkem bylo natočeno 26 dílů v jedné sérii, v Československé televizi byla většina seriálu (17 dílů) odvysílána v českém znění krátce po britské premiéře jako jeden z prvních „západních seriálů“ (dabing hlavních postav František Němec (Jeff Randall), Václav Postránecký (Marty Hopkirk) a Jorga Kotrbová (Jeannie Hopkirková).
Zatímco herec pro roli Jeffa Randalla byl vybrán rychle (původně sice produkce zvažovala Dave Allena, ale druhou a již definitivní volbou se stal Mike Pratt), obsazení role Martyho Hopkirka bylo komplikované a zdlouhavé. Byla zvažována řada herců a také využit rozsáhlý katalog castingové společnosti Spotlight. Nakonec pomohla náhoda: Cyril Frankel (později režíroval 6 dílů seriálu) byl v nové italské restauraci v londýnské čtvrti Soho, kde u vedlejšího stolu seděl Kenneth Cope s manželkou. Frankel si pomyslel, že by to mohl být vhodný herec pro postavu ducha v připravovaném seriálu. Cyril Frankel to řekl producentovi Monty Bermanovi, sám zařídil kamerové zkoušky a Kenneth Cope roli skutečně získal.

### 70. a 80. léta
Kenneth Cope hrál hlavní roli také ve dvou filmech z rozsáhlé série filmů, které vždy začínají slovy Carry On. V Carry On at Your Convenience (1971) si zahrál Vica Spannera, nepříjemného odboráře, který je ústředním prvkem příběhu filmu o odborových a průmyslových problémech, a současně hraje rivala v romantické zápletce filmu. Ve filmu Carry On Matron (1972) vytvořil roli sympatického Cyrila Cartera, syna zloděje, který je nucen vydávat se za zdravotní sestru v rámci otcova pokusu vykrást porodnici. Během tohoto podvodného působení v porodnici zde nachází skutečnou lásku.
V roce 1971 hrál také postavu Jacka Victora v epizodě The Wogle Stone z dětského fantasy seriálu Catweazle (česky Čáryfuk, v Československu vysílán až v roce 1987). V epizodě Sailor on a Horse (1972) z první řady seriálu The Adventures of Black Beauty (dobrodružný rodinný seriál) hrál Henryho Thackera. Kennet Cope hrál ve třech dílech seriálu Minder (komediální drama o londýnském podsvětí, jehož vysílání začalo v roce 1979). Postupně v něm vytvořil tři různé postavy. V epizodě Bury My Half at Waltham Green hrál čerstvě propuštěného vězně Arthura Stubbse. V epizodě Waiting for Goddard vytvořil postavu Scootera, v epizodě Bring Me the Head of Arthur Daley hrál policejního informátora Phelana.
V roce 1974 si zahrál menší roli ve známém katastrofickém filmu Ohrožení Britannicu, který byl do československé distribuce uveden v roce 1976. Film natočený v koprodukci Velké Británie, USA a Španělska britským režisérem Richardem Lesterem (v hlavní rolích Richard Harris, Omar Sharif, Anthony Hopkins, Ian Holm a David Hemmings) byl inspirován skutečnými událostmi.
Na začátku 80. let se objevil ve známém sci-fi seriálu Doctor Who (Pán času) a ve 4 epizodách seriálu Casualty z lékařského prostředí na BBC One. V roce 1984 Kenneth Cope účinkoval v sitcomu Bootle Saddles, kde hrál hlavní roli Percyho Jamese, který provozovanou kovbojskou vesničku miluje, přestože má špatné finanční výsledky. V průběhu 80. let dále účinkoval v seriálech Juliet Bravo a Waking the Dead (oba krimi seriály rovněž na BBC One), a také v krimi seriálá The Bill, který byl vysílaný na ITV.
V roce 1987 hrál také postavu Jackieho Afflicka ve filmu Miss Marple: Sleeping Murder (česky Slečna Marpleová: Zapomenutá vražda), což je první filmová adaptace stejnojmenného detektivního románu od Agathy Christie, který ve Spojeném království poprvé vyšel v roce 1976 (česky 1986 v nakladatelství Odeon). Film natočený v koprodukci Velké Británie (produkce BBC) a Austrálie režíroval John Davies, postavu slečny Marpleové hrála Joan Hicksonová.

### 90. léta až rok 2009
V 90. let hrál mimo jiné v seriálu A Touch of Frost (detektivní seriál produkovaný společností Yorkshire Television pro ITV, první epizody vycházely z románů Rodney Davida Wingfielda, ve kterých hlavní postavou je detektive Jack Frost) a v seriálu Kavanagh QC z prostředí právníků a soudních líčení. V roce 1995 hrál ve stejné epizodě krimi seriálu Out of the Blue jako jeho dcera Martha.
Od roku 1999 až do roku 2002 hrál postavu Ray Hiltona v mýdlové opeře Brookside, která se odehrává v Liverpoolu. Seriál byl vysílán v televizi Channel 4,
patřil mezi nejúspěšnější programy této televizní stanice, Kenneth Cope hrál celkem v 21 epizodách a jde o jednu z jeho nejznámějších rolí.
Když začaly přípravy seriálu Randall a Hopkirk (2000), kde titulní mužské role vytvořili Vic Reeves a Bob Mortimer a jedná se o remake kultovního seriálu Randall a Hopkirk natočeného 1968–1969, ve kterém Kenneth Cope vytvořil titulní roli Martyho Hopkirka, dostal nabídku, aby si v remaku zahrál cameo roli. Tuto nabídku s díky odmítl, nicméně na DVD, které bylo vydáno hned po odvysílání první série v roce 2000 (celkem byly natočeny dvě série), se vyskytuje v sekci Behind the Scenes, kde hercům přeje všechno nejlepší.
Již v roce 1994 napsal předmluvu k retrospektivní knize Randall and Hopkirk, jejímž autorem je Geoff Tibballs a která vyšla v nakladatelství Boxtree. V roce 2018 vydala v nakladatelství Quoit Media Limited své memoáry nazvané Where have I been all My Life? australská herečka Annette Andreová, která v původní verzi seriálu vytvořila hlavní ženskou roli (Jeannine Hopkirková) a Kenneth Cope ji do této knihy napsal poděkování.
V roce 2008 se Kenneth Cope po 42 letech vrátil k postavě Jed Stona v seriálu Coronation Street. V této sérii sice hlavní role patří developerovi Tony Gordonovi, nicméně Jed Stone jeho příběh pomáhal rozvíjet a postava se v seriálu vyskytovala řadu měsíců. Celkem Kenneth Cope v letech 1961–1966 a 2008–2009 hrál ve 106 epizodách tohoto seriálu. Jde tak o jeho nejrozsáhlejší a vedle postavy Martyho Hopkirka také nejznámější roli. Touto rolí také v roce 2009 (ve věku 78 let) svou bohatou hereckou kariéru víceméně zakončil (kromě účasti na dokumentárních filmech).

### Dokumentární filmy
Podílel se také na řadě dokumentárních filmů. Lze uvést dokumentární seriál About Britain z roku 1972, kde spolu s Charlotte Allenovou vytvořili moderátorskou dvojici, v roce 1973 účinkoval v jedné epizodě seriálu Collector's World. Tento díl se věnoval motorkám a účinkoval zde jako fanda do motorek, kterým skutečně byl. V roce 1988 vystupoval jako průvodce dokumentárním pořadem Coronation Street: Minnie Caldwell Remembered, který se zabýval již zmíněným nejdéle vysílaným seriálem Coronation Street (a ve kterém Kenneth Cope v 60. letech šest let sám hrál). V roce 2006 účinkoval v dokumentárním seriálu Commedy Connections, v dílu věnovaném komediální sérii That Was The Week That Was, ve které v 60. letech rovněž hrál.
V roce 2007 byl natočen dokument Randall and Hopkirk (Revisited), který jak napovídá již název, se věnoval kultovnímu seriálu Randall a Hopkirk. Kenneth Cope v něm vystupoval společně s Annette Andreovou jako představitelé hlavních rolích (Mike Pratt zemřel v roce 1976; vzpomíná jeho syn Guy Pratt), dále se v dokumentu objevili též někteří žijící scenáristé a režiséři seriálu, např. Cyril Frankel nebo Ray Austin.
V roce 2011 byl natočen hodinový dokument Greatest Ever Carry On Films věnovaný této sérii filmů. Kenneth Cope hrál na začátku 70. let ve dvou těchto filmech (viz výše). V roce 2014 (tedy 5 let po poslední účasti v hraném filmu a ve věku 83 let) se podílel na celovečerním (100 minut) filmu From Borehamwood to Hollywood: The Rise and Fall and Rise of Elstree, který dokumentoval stoletou historii natáčení filmů a TV pořadů v britských filmových studií v osadách Borehamwood a Elstree (obě místa leží v hrabství Hertfordshire] a jen asi 2 km od sebe).

### Jako scenárista
Kromě herectví se uplatnil také jako scenárista. V letech 1975–1976 napsal tři série úspěšného televizního seriálu pro děti, který se jmenoval Striker a vysílala ho BBC. Příběh seriálu byl inspirován místním mládežnickým fotbalovým klubem ve vesnici Islip v hrabství Oxfordshire, kde tehdy žila celá jeho rodina. Hlavní postavu v seriálu hrál mladý Kevin Moreton (známý především z již zmíněného seriálu Coronation Street, kde hrál dětskou roli přibližně ve stejnou dobu).
Již v letech 1962–1963 se podíval na velkém počtu scénářů satirické komediální série That Was The Week That Was, ve kterém současně také hrál. V roce 1967 napsal scénáře 2 epizod sitcomu Turn Out the Lights, v roce 1968 napsal několik scénářů hned pro dva seriály, v roce 1970 napsal scénář pro 1 epizodu dalšího sitcomu The Dustbinmen, v letech 1971 a 1973 napsal dva scénáře pro ITV Playhouse a v letech 1974–1975 dva scénáře seriálu Village Hall. Po již zmíněném dětském seriálu Striker napsal v letech 1976–1977 tři scénáře sitcomu The Squirrels, dále v roce 1977 jednu epizodu The Sound of Laughter a poslední scénář byl pro sitcom A Sharp Intake of Breath.

## Osobní život
Během natáčení již zmíněné mýdlové opery Coronation Street se seznámil s herečkou Renny Listerovou, se kterou se v roce 1961 oženil. Mají tři děti, které se jmenují Mark (narozen 1964), Martha a Nicholas Edward (Nick), narozeni 1970. Jeho dcera Martha je také herečka, známá především z mýdlové opery Doctors, tento seriál se začal vysílat v roce 2000. Kromě toho účinkovala v řadě dalších programů. Synové Nick Cope a Mark Cope byli členové rockové skupiny The Candyskins až do jejího rozpadu v roce 1998. Mark Cope má novou skupinu Nine Stone Cowboy a Nick Cope píše a nahrává muziku pro děti.
V roce 1974 Kenneth Cope a jeho manželka otevřeli restauraci v malém městečku Watlington, hrabství Oxfordshire, kterou po své dceři pojmenovali Martha's Kitchen. V roce 1983 zakoupili hospodu ve vesnici Eynsham, rovněž v hrabství Oxfordshire, a přeměnili ji na restauraci Edward's, tentokrát pojmenovanou po druhém synovi.
V roce 2000 mu byla diagnostikována vzácná forma rakoviny (mezoteliom), ale o šest let později mu bylo sděleno, že šlo o chybnou diagnózu. Nejméně od roku 2012 má problémy s chronickou obstrukční plicní nemocí,, ale přesto je stále vášnivým podporovatelem fotbalového klubu Everton FC z Liverpoolu.
V lednu 2014 Kenneth Cope vystupoval jako svědek u soudu, jehož účastníkem byl William Roache, jeho bývalý kolega ze seriálu Coronation Street, který v tomto seriálu hrál roli Kena Barlowa.
Kenneth Cope a celá jeho rodina žila ve vesnici Islip v hrabství Oxfordshire (jen několik kilometrů severně od Oxfordu). Tato vesnice mu byla inspirací pro jeho scenáristickou činnost (dětský seriál Striker). Následně žil v přístavním městě Southport nedaleko Liverpoolu a každý týden psal svůj sloupek do regionálních novin Southport Visiter.